# Tulsa (Rennwagen)
Tulsa ist der Name eines 1913 in Oklahoma gebauten Rennwagens. 

## Beschreibung
Cardin Green aus Broken Arrow stellte das Fahrzeug als Einzelstück her. Der Geschäftsmann J. B. Levy finanzierte den Bau.
Der Tulsa hatte einen Motor von der Wisconsin Motor Manufacturing Company. Es gibt einen Hinweis auf einen Vierzylindermotor und 5570 cm³ Hubraum.
In einer Starterliste steht Tulsa Auto Manufacturing als Bewerber. Es ist unklar, ob es eine Verbindung zur Tulsa Automobile & Manufacturing Company gab, die von 1912 bis 1913 aktiv war. Dort waren F. L. Middleton, J. E. Crosbie und Schuyler C. French tätig, also andere Personen als Green und Levy.
Der Rennfahrer George Clark trat 1913 mit der Startnummer 25 beim Rennen über 500 Meilen von Indianapolis an. Er erreichte je nach Quelle Platz 9 oder Rang 10.
Danach gab es Pläne, dass Hughie Hughes eine straßentaugliche Version entwerfen sollte. Dazu kam es aber nicht.